# Carlo Verga
Carlo Verga (Vercelli, 12 febbraio 1814 – Milano, 23 gennaio 1894) è stato un prefetto e politico italiano.